# Barranquitas (gemeente)
Barranquitas is een van de 78 gemeenten (municipio) in de vrijstaat Puerto Rico.
De gemeente heeft een landoppervlakte van 89 km² en telt 28.909 inwoners (volkstelling 2000).

## Geboren in Barranquitas
- Nesty "La Mente Maestra" (1973), reggaeton-producer